# Tamankhola
Tamankhola (en népalais : तमानखोला) est une municipalité rurale du Népal située dans le district de Baglung. Au recensement de 2011, elle comptait 10 659 habitants.
Elle regroupe les anciens comités de développement villageois de Sunkhani, Nisi et Akhikarichaur.